# Winrich Kolbe
Winrich Kolbe (n. 9 august 1940, Germania – d. 23 septembrie 2012) a fost un regizor și producător de televiziune germano-american. Este cel mai cunoscut pentru regizarea a 48 de episoade din patru seriale de televiziune ale francizei media Star Trek. Episodul "All Good Things..." (Star Trek: Generația următoare) a câștigat premiul Hugo  pentru cea mai bună prezentare dramatică (în 1995). A regizat premiera serialului Star Trek: Voyager, ("Caretaker"), implicându-se și în castingul acestui episod.

## Filmografie parțială
- Ice Planet (2003)

### Regizor de televiziune
- 24
- Angel
- Automan
- In the Heat of the Night
- Knight Rider
- Lois & Clark: The New Adventures of Superman
- Magnum, P.I.
- Millennium (și scenarist)
- Space: Above and Beyond
- Star Trek: Deep Space Nine
- Star Trek: Enterprise
- Star Trek: The Next Generation
- Star Trek: Voyager
- Tales of the Gold Monkey
- Threat Matrix (ca Rick Kolbe)
- Voyagers!
- War of the Worlds
- Hunter

### Producător de televiziune
- Battlestar Galactica (1978)[2] A regizat și un episod, "Baltar's Escape".[3]
- McCloud
- Quincy, M.E.